# Mataje
Mataje je južnoamerička rijeka koja pripada pacifičkoj padini i otprilike polovicom svojeg toka čini ekvadorsko-kolumbijsku granicu.
Rijeka se ulijeva u zaljev Ancón de Sardinas, točku gdje počinje morska granica između Kolumbije i Ekvadora.